# Marcus Aurelius Cotta
Marcus Aurelius Cotta war ein Politiker und Heerführer der späten römischen Republik.
Der Bruder von Gaius und Lucius Aurelius Cotta (Konsuln 75 bzw. 65 v. Chr.) kämpfte vielleicht um 80 v. Chr. als Proprätor erfolglos gegen Quintus Sertorius. 74 v. Chr. war Marcus Aurelius Cotta selbst Konsul und übernahm wie sein Kollege Lucius Licinius Lucullus ein Kommando im Osten des Reiches gegen Mithridates VI. Cotta erhielt die neu eingerichtete Provinz Bithynien, die er mit einer Flotte gegen Mithridates schützen sollte. Nach einer Niederlage musste er sich aber nach Chalcedon zurückziehen, bis er von Lucullus entsetzt wurde. Im folgenden Jahr operierte er als Prokonsul an der pontischen Küste und begann die Belagerung von Herakleia Pontike, die er erst zwei Jahre später, im Jahr 71 v. Chr., abschließen konnte. Im folgenden Jahr kehrte Cotta nach Rom zurück und wurde um 67 v. Chr. vom Volkstribun Gaius Papirius Carbo angeklagt, bei der Eroberung Herakleias Beute unterschlagen zu haben. Cotta wurde verurteilt und aus dem Senat ausgestoßen.